# ビーグリー
株式会社ビーグリー（Beaglee Inc.）はコミック配信サービスを中核に、コンテンツプラットフォーム事業を展開する日本企業。

## 概要
前身である株式会社ビービーエムエフは、中国を拠点にアジア地域での携帯コンテンツ市場開拓を目的として設立されたBBMF Group Inc（2014年12月会社清算結了）により、日本における携帯コンテンツ配信会社として平成16年10月25日に設立された。設立当初は株式会社アトラスのモバイルゲームの配信を行っていた。
平成18年4月にフィーチャーフォン向けコミック配信サービス『ケータイ★まんが王国』を開始して以降、コミックコンテンツを中心としたモバイルインターネットビジネスを展開している。現在の法人格はリサ・パートナーズが平成25年11月28日に設立した株式会社MNHである。
社名は「進化論」のチャールズ・ダーウィンが世界航海に使用した船の名「Beagle」号に由来している。

## 沿革
- 2004年10月 - BBMF Group Inc.[注 1]の日本法人として東京都渋谷区に「株式会社ビービーエムエフ」を設立し、BBMFの本社機能を日本へ移管[4][5]。
- 2005年
  - 3月 - 株式会社アトラスモバイルを設立[6]。
  - 3月 - ボーステック株式会社と資本業務提携し同社をグループ化[7]。
  - 3月 - 本社を東京都港区に移転。
  - 8月 - ジェイディスク株式会社[注 2]を子会社化。
  - 9月 - EZアプリ「デジタルデビル物語 女神転生」を配信[8]。
- 2006年
  - 4月 - 日興アントファクトリー株式会社（現：アント・キャピタル・パートナーズ株式会社）による24億円の出資を得て、取締役の派遣を含む積極的な経営支援を受ける[9]。
  - 4月 - フィーチャーフォン向けコミック配信サービス『ケータイ★まんが王国』を開始。
- 2007年
  - 6月 - パブリッシング事業を担う子会社株式会社Bbmfマガジンを設立[10]。
  - 10月 - パブリッシング事業強化のため、株式会社グリーンアロー出版社（現青泉社）を子会社化。
- 2008年
  - 7月 - iPhone 3Gの日本発売と同時にコミックアプリを配信開始。
  - 8月 - BBMF Group Inc.の全株式現物出資によって株式会社ニューを設立。BBMF Group Inc.は株式会社ニューの子会社となる[2]。
  - 8月 - BBMFの中国法人南京波波魔火信息技术有限公司（NANJING Bbmf INFORMATION TECHNOLOGY CO., LTD）を子会社化。
  - 9月 - 株式会社ニューを存続会社として吸収合併、商号を「株式会社ビービーエムエフ」に変更。
  - 12月 - 本社を東京都千代田区に移転。
- 2009年5月 - 株式会社ビービーエムエフを存続会社としてボーステック株式会社を吸収合併[11][12]。
- 2010年
  - 6月 - モバイルSNS「menue」開始[13]。
  - 7月 - まんが王国累計1億冊ダウンロード突破。
  - 8月 - 商号を「menue株式会社」に変更。
  - 8月 - iPhone向け電子コミックサービス『まんが王国 by menue』配信開始[14]
- 2011年
  - 5月 - Androidアプリのリリースを開始。
  - 7月 - Android向けゲーム 「RPGガントレット・ロード」配信開始[15]
  - 8月 - iPhone 向けゲーム 「RPG シャイニングアース」配信開始[16]
  - 11月 - スマートフォン向けコミック配信サービス『まんが王国』を開始。
- 2012年
  - 1月 - Android用アプリ「無音カメラ（サイレントシャッター）」配信開始[17]
  - 3月 - Android用アプリ「まんが王国～コミック・マンガ専門～」配信開始[18]
  - 11月 - まんが王国累計2億冊ダウンロード突破。
  - 12月 - 吸収分割により株式会社Bbmfマガジン（現青泉社）からデジタルコンテンツ事業を譲受[19]。
- 2013年
  - 8月 - 漫画に特化したクラウドファンディングサービス『FUNDIY』を開始。
  - 11月28日 - リサ・パートナーズが株式の取得と吸収合併をする目的で株式会社MNHを設立[2]。
  - 12月 - Androidアプリ累計1億ダウンロード突破。
- 2014年
  - 5月 - 株式会社MNHを存続会社として吸収合併、商号を「menue株式会社」に変更。
  - 9月 - 商号を「株式会社ビーグリー」に変更、本社を東京都港区に移転。
  - 12月 - まんが王国累計3億冊ダウンロード突破。
- 2015年
  - 2月 - イラスト・マンガで読む分散型メディア『ETOPICA』を開始。
  - 11月 - まんが王国累計4億冊ダウンロード突破。
- 2016年
  - 4月 - Androidアプリ累計1.5億ダウンロード突破。「まんが王国」10周年を迎える。
  - 9月 - まんが王国累計5億冊ダウンロード突破。
- 2017年
  - 3月 - 東京証券取引所マザーズ市場に上場[20]。
  - 4月 - まんが王国累計6億冊ダウンロード突破。
  - 5月 - 漫画家・イラストレーターファンのための通販サイト『FUNDIY STORE』オープン（2024年11月株式会社パブリッシングリンクに事業譲渡）。
  - 8月 - 株式会社WHITEと業務提携し、VR領域における新ジャンル開拓プロジェクト『e-DIVE』を発足[21]。
- 2018年
  - 3月 - 東京証券取引所第一部に市場変更。
  - 8月 - スマートフォンゲーム「蒼天のスカイガレオン」を配信開始[22]
  - 11月 - 株式会社ノベルバを完全子会社化[23]。
  - 12月 - 無料マンガアプリ「コミックevery」を開始[24]。
- 2019年
  - 6月 - まんが王国にて月刊コミックバンチ（新潮社）とタイアップした新レーベル「ウツツ」を配信開始[25]。
  - 8月 - 完全子会社の株式会社ノベルバを吸収合併。
  - 12月 - スマートフォンゲーム「RenCa:A/N（レンカ アルバニグル）」を配信開始[26]
- 2020年
  - 10月 - 株式会社NSSK-CC（後：株式会社ぶんか社ホールディングス）を完全子会社化[27]。
  - 11月 - 電子小説サービス『ノベルバ』において、オリジナルレーベル「ノベルバノベルズ」を創刊[28]。
- 2021年
  - 1月 - 株式会社ぶんか社ホールディングスを存続会社として株式会社ぶんか社グループを吸収合併、商号を「株式会社ぶんか社グループ」に変更。
  - 3月 - スマートフォンゲーム「無職転生～ゲームになっても本気だす～」を配信開始[29]
  - 11月12日 - 日本テレビ放送網との間で資本・業務提携契約を締結。同月15日から同年12月23日まで株式公開買付け（TOB）を行うことを発表[30]。
  - 12月29日 - 日本テレビ放送網が株式公開買付けにより、議決権所有割合ベースで25.43%の株式を取得[31]。日本テレビホールディングスの持分法適用関連会社となる[32]。
- 2022年4月 - 東京証券取引所の市場区分の見直しにより市場第一部からプライム市場へ移行。
- 2023年
  - 6月 - 北米向けコミック配信サービス『yomoyo』の提供を開始。
  - 10月20日 - 東京証券取引所スタンダード市場へ市場変更[33]。
- 2024年12月 - 連結子会社の再編によりぶんか社グループをぶんか社へ吸収合併、ぶんか社グループは解散[34]。

## コンテンツプラットフォーム事業

### 電子書籍ビジネス
- まんが王国 - コミック配信サービス
  - まんが王国コミックス - 「まんが王国」のオリジナルレーベル
  - Sweet Bitter - オトナの恋愛模様を集めたコミックレーベル[35]
- yomoyo - 北米向けコミック配信サービス
- ノベルバ - 小説投稿サービス

## コンテンツ事業
- ぶんか社 - マンガ出版事業
  - 海王社 - マンガ出版事業
  - 文友舎 - 情報雑誌事業
  - 新アポロ出版 - 情報雑誌事業